# Чемпіонат світу з баскетболу 1959
Чемпіонат світу з баскетболу 1959 року — чемпіонат світу з баскетболу, що проходив у Чилі з 16 січня по 31 січня 1959 року.

## Учасники
Аргентина
 США
 Чилі
 Бразилія
 Тайвань
 Пуерто-Рико
 СРСР
 Болгарія
 Філіппіни
 Уругвай
 Єгипет
 Канада
 Мексика

## Кваліфікація

### Група А
| М  | Команда   | В | П | М       | О |
| -- | --------- | - | - | ------- | - |
| 1. | США       | 3 | 0 | 271:204 | 6 |
| 2. | Тайвань   | 2 | 1 | 207:209 | 5 |
| 3. | Аргентина | 1 | 2 | 197:125 | 4 |
| 4. | Єгипет    | 0 | 3 | 179:239 | 3 |

 США 81 — 73  Аргентина
 Тайвань 71 — 69  Єгипет
 Аргентина 65 — 52  Єгипет
 США 81 — 73  Тайвань
 Аргентина 59 — 63  Тайвань
 Єгипет 58 — 103  США

### Група В
| М  | Команда  | В | П | М        | О |
| -- | -------- | - | - | -------- | - |
| 1. | Бразилія | 2 | 1 | 160: 114 | 5 |
| 2. | СРСР     | 2 | 1 | 126:151  | 5 |
| 3. | Канада   | 2 | 1 | 104:125  | 5 |
| 4. | Мексика  | 0 | 3 | 104:125  | 3 |

 Канада 52 — 69  Бразилія
 СРСР 73 — 64  Мексика
 СРСР 73 — 64  Бразилія
 Канада 54 — 51  Мексика
 СРСР 54 — 63  Канада
 Бразилія 78 — 50  Мексика

### Група С
| М  | Команда     | В | П | М       | О |
| -- | ----------- | - | - | ------- | - |
| 1. | Болгарія    | 3 | 0 | 217:174 | 6 |
| 2. | Пуерто-Рико | 2 | 1 | 209:194 | 5 |
| 3. | Філіппіни   | 1 | 2 | 192:220 | 4 |
| 4. | Уругвай     | 0 | 3 | 181:211 | 3 |

 Філіппіни 68 — 59  Уругвай
 Болгарія 67 — 55  Пуерто-Рико
 Уругвай 64 — 78  Пуерто-Рико
 Болгарія 85 — 61  Філіппіни
 Пуерто-Рико 76 — 63  Філіппіни
 Болгарія 65 — 58  Уругвай

## Кваліфікація втішного раунду

### Група D
| М  | Команда   | В | П | М       | О |
| -- | --------- | - | - | ------- | - |
| 1. | Філіппіни | 2 | 0 | 145:120 | 4 |
| 2. | Єгипет    | 1 | 1 | 136:148 | 3 |
| 3. | Канада    | 0 | 2 | 124:137 | 2 |

 Філіппіни 66—65  Єгипет
 Єгипет 71—69  Канада
 Філіппіни 79—65  Канада

### Група E
| М  | Команда   | В | П | М       | О |
| -- | --------- | - | - | ------- | - |
| 1. | Уругвай   | 2 | 0 | 105:95  | 4 |
| 2. | Аргентина | 1 | 1 | 123:117 | 3 |
| 3. | Мексика   | 0 | 2 | 113:129 | 2 |

 Уругвай 51—48  Аргентина
 Уругвай 54—47  Мексика
 Аргентина 75—66  Мексика

### 2 раунд
матч за 12 місце  Канада 64—56  Мексика
матч за 10 місце  Аргентина 61—59  Єгипет
матч за 8 місце  Філіппіни 78—70  Уругвай

## Фінальний раунд
| М  | Команда     | В | П | М       | О  |
| -- | ----------- | - | - | ------- | -- |
| 1. | Бразилія    | 5 | 1 | 472:382 | 11 |
| 2. | США         | 4 | 2 | 372:382 | 10 |
| 3. | Чилі        | 2 | 4 | 393:446 | 8  |
| 4. | Тайвань     | 2 | 4 | 315:350 | 8  |
| 5. | Пуерто-Рико | 1 | 5 | 397:471 | 7  |
| 6. | СРСР        | 5 | 1 | 365:264 | 11 |
| 7. | Болгарія    | 2 | 4 | 372:382 | 8  |

 Чилі 86–85  Тайвань
 Пуерто-Рико 55–85  СРСР
 Болгарія 58–63  США
 Бразилія 94–76  Тайвань
 Чилі 83–71  Пуерто-Рико
 Бразилія 62–53  Болгарія
 США 54–53  Пуерто-Рико
 Тайвань 69–85  США
 Болгарія 58–78  СРСР
 Тайвань 81–65  Пуерто-Рико
 Чилі 49–75  СРСР
 Бразилія 99–71  Пуерто-Рико
 США 37–61  СРСР
 Болгарія 70–62  Пуерто-Рико
 Чилі 55–64  США
 Тайвань 2–0  СРСР
 Бразилія 81–67  США
 Болгарія 0–2  Тайвань
 Бразилія 73–49  Чилі
Збірні СРСР та Болгарії відмовились за політичними мотивами грати проти збірної Тайваню, за що отримали поразки 0:2.

## Символічна збірна турніру
Хуан Вісенс
 Оскар Робертсон
 Джеррі Вест
 Амаурі Пасош
 Хуан Баєс